# Chotiněves
Chotiněves település Csehországban, a Litoměřicei járásban. Chotiněves Liběšice, Polepy, Horní Řepčice és Drahobuz településekkel határos. Lakosainak száma 205 fő (2024. január 1.).

## Népesség
A település lakosságának változását az alábbi diagram mutatja:
| Lakosok száma | 644  | 648  | 597  | 386  | 235  | 176  | 212  | 207  | 214  | 205  |
|               | 1869 | 1890 | 1921 | 1950 | 1980 | 2001 | 2017 | 2019 | 2022 | 2024 |